# Bad Boy (chanson de Larry Williams)
Pour les articles homonymes, voir Bad Boy.
Singles de Larry Williams
Peaches and Cream
(1958) Steal A Little Kiss
(1959)
Bad Boy est une chanson de Larry Williams, réinterprétée par les Beatles en 1965.

## Version de Larry Williams
Le 45 tours, publié en 1958 sur l'étiquette Specialty Records avec Bad Boy en face A couplée à She Said Yeah, n'a pas atteint le palmarès américain tout comme les trois autres 45-tours de Williams l'année suivante. À la suite d'une arrestation, sa carrière musicale battra de l'aile. 
Bad Boy sera publiée en Angleterre sur l'étiquette London, mais cette fois avec les faces inversées, et sera adoptée par John Lennon, un grand admirateur de cet auteur-compositeur-interprète américain.
La face B, She Said Yeah, sera notablement reprise par les Rolling Stones en 1965.

## Version des Beatles
Pistes de Past Masters
She's a Woman Yes It Is
Pistes de Beatles VI
You Like Me Too Much I Don't Want to Spoil the Party
Le label Capitol a besoin rapidement de nouvelles chansons pour compléter leur prochaine parution, prévue cinq semaines plus tard.  Alors deux chansons seront enregistrées dans la soirée du 10 mai 1965 après une journée de tournage pour le film Help!. 
Après avoir tourné les scènes de la partie de cartes dans le château et de l'intermission loufoque, le groupe se dirige dans leur studio de Londres pour enregistrer, le jour de son anniversaire, deux chansons de Williams qu'ils ont souvent interprété sur scène: Dizzy Miss Lizzy et Bad Boy. En moins de trois heures et demie, les deux chansons sont achevées. Ces chansons seront acheminées en Amérique pour être publiées sur l'album Beatles VI mais la première sera aussi publiée en Angleterre sur le disque Help!. Bad Boy restera 18 mois dans les archives d'EMI avant d'être publiée en Europe.
Slow Down, une troisième chanson de Williams, avait déjà été publiée sur l'extended play Long Tall Sally en 1964.

### Parution
Bad Boy apparaît donc exclusivement aux États-Unis sur l'album Beatles VI. Un an et demi plus tard, elle sera incluse dans la compilation A Collection of Beatles Oldies...But Goldies publiée en Grande-Bretagne. 
Dans les années soixante-dix, elle se retrouvera dans deux autres compilations; Rock 'n' Roll Music, une compilation thématique qui regroupait des chansons à saveur rock et sur l'édition britannique de Rarities qui accompagnait la réédition du catalogue complet des Beatles de 1978. 
Depuis l'uniformisation des disques des Beatles sur CD, on retrouvera désormais cette chanson sur l'album Past Masters, une compilation de toutes les chansons qui n'apparaissaient pas sur les albums originaux britanniques.